# José Romo
José Rafael Romo Pérez (Turén, 6 dicembre 1993) è un calciatore venezuelano, attaccante dell'Akritas Chlōrakas.

## Biografia
Anche suo fratello Rafael è un calciatore professionista.

## Carriera

### Club
Ha giocato nella massima serie venezuelana e in quella cipriota.

### Nazionale
Nel 2013 ha preso parte al campionato sudamericano Under-20.

## Statistiche

### Presenze e reti nei club
Statistiche aggiornate al 23 giugno 2021.
| Stagione                   | Squadra                    | Campionato                 | Campionato | Campionato | Coppe nazionali | Coppe nazionali | Coppe nazionali | Coppe continentali | Coppe continentali | Coppe continentali | Altre coppe | Altre coppe | Altre coppe | Totale | Totale |
| Stagione                   | Squadra                    | Comp                       | Pres       | Reti       | Comp            | Pres            | Reti            | Comp               | Pres               | Reti               | Comp        | Pres        | Reti        | Pres   | Reti   |
| -------------------------- | -------------------------- | -------------------------- | ---------- | ---------- | --------------- | --------------- | --------------- | ------------------ | ------------------ | ------------------ | ----------- | ----------- | ----------- | ------ | ------ |
| 2011-2012                  | Llaneros de Guanare        | PD                         | 12         | 2          |                 | -               | -               |                    | -                  | -                  |             | -           | -           | 12     | 2      |
| 2012-2013                  | Llaneros de Guanare        | PD                         | 29         | 6          |                 | -               | -               |                    | -                  | -                  |             | -           | -           | 29     | 6      |
| Totale Llaneros de Guanare | Totale Llaneros de Guanare | Totale Llaneros de Guanare | 41         | 8          |                 | -               | -               |                    | -                  | -                  |             | -           | -           | 41     | 8      |
| 2013-2014                  | Deportivo Petare           | PD                         | 23         | 1          |                 | -               | -               |                    | -                  | -                  |             | -           | -           | 23     | 1      |
| 2014-2015                  | Deportivo Lara             | PD                         | 31         | 3          |                 | -               | -               |                    | -                  | -                  |             | -           | -           | 31     | 3      |
| 2015-2016                  | Rayo Vallecano B           | TD                         | ?          | ?          |                 | -               | -               |                    | -                  | -                  |             | -           | -           | ?      | ?      |
| 2017                       | Aragua                     | PD                         | 28         | 3          | CV              | 3               | 0               |                    | -                  | -                  |             | -           | -           | 31     | 3      |
| 2018                       | Aragua                     | PD                         | 17         | 4          |                 | -               | -               |                    | -                  | -                  |             | -           | -           | 17     | 4      |
| Totale Aragua              | Totale Aragua              | Totale Aragua              | 45         | 7          |                 | 3               | 0               |                    | -                  | -                  |             | -           | -           | 48     | 7      |
| 2018-2019                  | Olympiakos Nicosia         | BK                         | ?          | ?          |                 | -               | -               |                    | -                  | -                  |             | -           | -           | ?      | ?      |
| 2019-2020                  | Karmiōtissa                | BK                         | ?          | ?          | CC              | 2               | 0               |                    | -                  | -                  |             | -           | -           | 2+     | 0+     |
| 2020-2021                  | Karmiōtissa                | AK                         | 36         | 11         | CC              | 2               | 0               |                    | -                  | -                  |             | -           | -           | 38     | 11     |
| Totale Karmiōtissa         | Totale Karmiōtissa         | Totale Karmiōtissa         | 36+        | 11+        |                 | 4               | 0               |                    | -                  | -                  |             | -           | -           | 40+    | 11+    |
| Totale carriera            | Totale carriera            | Totale carriera            | 176+       | 30+        |                 | 7               | 0               |                    | -                  | -                  |             | -           | -           | 183+   | 30+    |

## Palmarès

### Club

#### Competizioni nazionali
- Souper Ligka Ellada 2: 1

Levadeiakos: 2023-2024 (girone A)